# Cal Guardiana
Cal Guardiana és un casal del municipi de Moià (Moianès) protegida com a bé cultural d'interès local.

## Descripció
Casal de tres pisos, format per tres cossos de desigual alçada i que s'adapten a la corba que fa el carrer. Té pedra ben treballada a les cantonades, la resta és reble arrebossat de tal manera que imita carreus de pedra. Conté un esgrafiat amb dues figures grassonetes que sostenen un cistell amb fruites tropicals. La planta baixa té quatre portals adovellats i tots rectangulars excepte el principal que és escarser i amb motllures.
Totes les obertures són adovellades i en destaca una finestra amb ampit i motllures on hi ha un bust treballat de perfil que recorda la figura d'un indi.

## Història
La llinda del portal d'entrada principal porta la data de 1801, data probable de la construcció de la casa. L'arrebossat, així com el dos esgrafiats (el de la façana principal i uns gerros amb flors de la lateral) daten de l'any 1935. Són un xic insòlits els motius decoratius (tant l'indi de la finestra com les fruites tropicals dels esgrafiats) fet que fa pensar en la hipòtesi de si la casa havia estat d'algun indià o d'algú relacionat amb les amèriques.